# Felipe Bertoldo
Felipe Bertoldo (San Paolo, 5 gennaio 1991) è un ex calciatore brasiliano naturalizzato est-timorese, di ruolo centrocampista.

## Carriera

### Club
Nel 2011 gioca al Palmeiras. Nel 2012 si trasferisce al Guaçuano. Nel 2013 passa alla Portuguesa Santista. Nel 2014, dopo aver militato al Botafogo Sport Club, viene acquistato dall'Inter Bebedouro. Nel 2015, dopo aver giocato al Verspah, si trasferisce all'Esteghlal Khuzestan. Nel 2016 gioca al Mitra Kukar, per poi trasferirsi all'Al-Suwaiq.

### Nazionale
Ha debuttato in nazionale il 12 ottobre 2014, in Timor Est-Brunei. Ha segnato la sua prima rete con la maglia della nazionale il 16 ottobre 2014, in Timor Est-Cambogia.